# Anthicodes maculatus
Anthicodes maculatus es una especie de coleóptero de la familia Anthicidae.

## Distribución geográfica
Habita en Santa Helena.